# ناگاماسا کاواکیتا
ناگاماسا کاواکیتا (انگلیسی: Nagamasa Kawakita; ۲۰ آوریل ۱۹۰۳ – ۲۴ مهٔ ۱۹۸۱) تهیه‌کننده فیلم، کارآفرین، و منتقد سینما اهل ژاپن بود.
وی همچنین برندهٔ جوایزی همچون نشان گنجینه مقدس شده‌است.